# Aartsbisdom Tulancingo
Het aartsbisdom Tulancingo (Latijn: Archidioecesis Tulancingensis) is een rooms-katholiek aartsbisdom met als zetel Tulancingo, in Mexico. De aartsbisschop van Tulancingo is metropoliet van de kerkprovincie Tulancingo, waartoe ook de volgende suffragane bisdommen behoren:
- Huejutla
- Tula

## Geschiedenis
Het aartsbisdom werd opgericht op 26 januari 1863, als het bisdom Tulancingo, uit delen van het aartsbisdom Mexico, en was suffragaan aan het aartsbisdom Mexico. Op 25 november 2006 werd het verheven tot metropolitaan aartsbisdom. 

## Parochies
Het aartsbisdom had in 2020 een oppervlakte van 10.696 km2 en telde 1.758.600 inwoners waarvan 88,6% rooms-katholiek was.

## Ordinarii

### Bisschoppen
- Juan Bautista Ormaechea y Ernáiz (19 maart 1863 - 19 maart 1884)
- Agustín de Jesús Torres y Hernandez (30 juli 1885 - 29 september 1889)
- José María Armas y Rosales (4 juni 1891 - 14 mei 1898)
- Maximiano Reynoso y del Corral (28 november 1898 - 22 januari 1902)
- José Mora y del Rio (23 november 1901 - 15 september 1907)
- José Juan de Jésus Herrera y Piña (23 september 1907 - 7 maart 1921)
- Vicente Castellanos y Núñez (26 augustus 1921 - 16 september 1932)
  - Luis Benitez y Cabañas (hulpbisschop: 23 december 1926 - 3 juli 1933)
- Luis María Altamirano y Bulnes (13 maart 1933 - 1 mei 1937)
- Miguel Darío Miranda y Gómez (1 oktober 1937 - 20 december 1955)
- Adalberto Almeida y Merino (28 mei 1956 - 14 april 1962)
- José Esaúl Robles Jiménez (24 juli 1962 - 12 december 1974)

### Aartsbisschoppen
- Pedro Aranda Díaz-Muñoz (10 april 1975 - 4 juni 2008)
- Domingo Díaz Martínez (4 juni 2008 - heden)

## Galerij van afbeeldingen

Wapen van het aartsbisdom Tulancingo

Tulancingo (aartsbisdom) · Huejutla · Tula